# Umwelt-Informationen für Niedersachsen
Umwelt-Informationen für Niedersachsen (UIN) war laut ihrem Untertitel eine „Zeitschrift der niedersächsischen Bürgerinitiativen“. Herausgeber der von 1982 bis 2003 in Niedersachsen insgesamt 54 Ausgaben umfassenden Publikation war der Landesverband Bürgerinitiativen Umweltschutz Niedersachsen e.V. (LBU), anfangs auch das Umweltschutz-Zentrum Hannover.
Die Zeitschriftendatenbank ordnete das Periodikum den Sachgruppen Hausbau und Bauhandwerk zu.

## Einzelne Hefte
- Jan-Henrik Horn, Pamela Klebeck (Redaktion): Die historische Fotosammlung in der Naturkundeabteilung des Niedersächsischen Landesmuseums Hannover (= Umwelt-Informationen für Niedersachsen, Ausgabe 45). LBU Niedersachsen, Hannover 1999, ISBN 978-3-925336-37-9 und ISBN 3-925336-37-0